# Brixia Leonessa Nuoto 2009-2010
Questa voce raccoglie le informazioni riguardanti la Brixia Leonessa Nuoto nelle competizioni ufficiali della stagione 2009-2010.